# Strange Too
Strange Too - Another Violation by Anton Corbijn és la tercera compilació de vídeos musicals de Depeche Mode publicada el 1990. Inclou sis videoclips del grup dirigits per Anton Corbijn que pertanyen a l'àlbum Violator, publicat el mateix any. Com el seu predecessor, Corbijn va filmar els sis vídeos en format Súper 8.

## Llista de vídeos
VHSMute Film / MF003 (Regne Unit)
1. "Personal Jesus"
2. "Policy of Truth"
3. "Enjoy the Silence"
4. "Clean"
5. "Halo"
6. "World in My Eyes"

LD (CLV)Sire / 38181-6 (Estats Units)
1. "Personal Jesus"
2. "Policy of Truth"
3. "Enjoy the Silence"
4. "Clean"
5. "Halo"
6. "World in My Eyes"